# グルザール
グルザール（Gulzar、1934年8月18日 - ）は、インドのヒンディー語映画で活動する詩人、作家、作詞家、脚本家、映画監督。インドにおいて最も偉大なウルドゥー詩人の一人に挙げられている。1963年に『Bandini』で作詞家デビューし、S・D・ブルマン、サリル・チョーダリー、ヴィシャール・バルドワージ、A・R・ラフマーンなど多くの著名な音楽監督の作品に参加した後、1970年代からは映画監督としても活動して『Aandhi』『Mausam』『Mirza Ghalib』『Kirdaar』などを手掛けた。また、ボーパールに拠点を置くNGO団体エーカラヴィヤ財団の活動にも協力しており、2013年4月にはアッサム大学の学長に就任した。
これまでのキャリアの中で国家映画賞、フィルムフェア賞、アカデミー賞、グラミー賞など多くの映画賞を受賞しており、2014年にはインド映画界の最高賞であるダーダーサーヘブ・パールケー賞を受賞した。また、2002年にサヒティヤ・アカデミー賞、2004年にパドマ・ブーシャン勲章を授与されたほか、2024年にはインドで最も権威ある文学賞のジュナンピト賞を受賞している。

## 生い立ち
イギリス領インド帝国のジェルム県ディナに暮らすシク教徒家庭（マカン・シン・カルラ、スジャン・コウル）の息子として生まれ、「サンプーラン・シン・カルラ（Sampooran Singh Kalra）」と名付けられた。学生時代はラビンドラナート・タゴール作品の翻訳版を愛読しており、これが人生の転機になったと後年語っている。インド・パキスタン分離独立の混乱の中、サンプーランは残された家族を養うため学業を中断してアムリトサルに移住し、その後はボンベイのベラシス通りにあるヴィチャレ・モータースに就職して自動車整備士として働きながら生計を立てていた。サンプーランは父から作家になることを反対されていたため、「グルザール・デーンヴィ（Gulzar Deenvi）」のペンネームを名乗って活動を始め、後に「グルザール（Gulzar）」と名乗るようになった。この時期に読書や執筆、学業、進歩的作家協会との関係構築など多くの活動を行っている。

## キャリア

### 作詞家
グルザールは進歩的作家協会の会合で知り合ったビマル・ロイとシャイレーンドラに勧められて映画界に進み、ビマル・ロイとリシケーシュ・ムカルジーの弟子として映画界でのキャリアをスタートさせた。1963年に『Bandini』で初めて楽曲の作詞を手掛けることになり、シャイレーンドラの依頼でラタ・マンゲシュカルが歌手を務める「Mora Gora Ang Layle」を作詞した。1968年にはリシケーシュ・ムカルジーの『Aashirwad』で台詞・作詞を手掛け、『Rediff.com』からは「グルザールは主演のアショーク・クマールに絶妙に詩的な台詞を用意し、彼が演じるキャラクターに対して必要不可欠な付加価値を与えた」と評価されている。その後、1969年に手掛けた『Khamoshi』の楽曲「Humne Dekhi Hai Un Aankhon Ki Mehekti Khushboo」の「大胆なまでに挑戦的な作詞」で注目を集め、1971年には『Guddi』で2曲の作詞を手掛け、このうち「Humko Man Ki Shakti Dena」は現在でもインド各地の学校で歌われる名曲として親しまれている。
グルザールは音楽監督のR・D・ブルマンと親しい関係にあり、S・D・ブルマン、シャンカル＝ジャイキシャン、ヘマント・クマール、ラクシュミカント＝ピャレラール、マダン・モーハン、ラージェーシュ・ローシャン、アヌー・マリクとも頻繁にコラボレーションしていた。また、サリル・チョーダリー（『Anand』『Mere Apne』）、マダン・モーハン（『Mausam』）、ヴィシャール・バルドワージ（『Maachis』『Omkara』『Kaminey』）、A・R・ラフマーン（『ディル・セ 心から』『Guru』『スラムドッグ$ミリオネア』『ラーヴァン』『PS1 黄金の河』『PS2 大いなる船出』）、シャンカル＝イフサーン＝ロイ（『Bunty Aur Babli』）とのコラボレーションでも知られている。『Guru』の楽曲「Ay Hairathe Aashiqui」を作詞する際にはアミール・ホスローの「Ay Sarbathe Aashiqui」からインスピレーションを得ており、『ディル・セ 心から』の楽曲「チャイヤ・チャイヤ」はブレー・シャーの「Thaiyya Thaiyya」をイメージして作詞している。『スラムドッグ$ミリオネア』で手掛けた楽曲「ジャイ・ホー」ではアカデミー歌曲賞、グラミー賞 映像部門楽曲賞を受賞している。このほか、ドゥールダルシャンで放送された『ジャングルブック・少年モーグリ』『ふしぎの国のアリス』『Hello Zindagi』『Guchche』『Potli Baba Ki』の台詞・と作詞を手掛け、児童向けオーディオブック『Karadi Tales』の脚本とナレーションも務めている。

### 監督
1971年に『Mere Apne』で監督デビューした。同作はタパン・シンハーの『Apanjan』をリメイクした作品で、ミーナー・クマーリーが老齢の未亡人アーナンディ・デーヴィ役で出演しており、興行成績は「平均以上」の結果だった。1972年に手掛けた『Parichay』はベンガル語小説『Rangeen Uttarain』を原作とし、『サウンド・オブ・ミュージック』にインスピレーションを得て製作された。また、『Koshish』では聴覚障害の夫婦の苦悩を描いており、サンジーヴ・クマールとジャヤー・バードゥリーが夫婦役を演じている。1973年に手掛けた『Achanak』ではK・M・ナーナーヴァティ対マハーラーシュトラ州政府訴訟事件を題材としており、共同脚本を手掛けたハージャー・アフマド・アッバースが国家映画賞 原案賞にノミネートされた。1975年はカムレーシュワルのヒンディー語小説『Kaali Aandhi』を原作とした『Aandhi』を手掛け、フィルムフェア賞 審査員選出作品賞を受賞した。同作は「インディラ・ガンディーとタルケシュワーリー・シンハーの生涯を描いた映画」という憶測が流れ、非常事態宣言が発令された際に上映禁止処分を受けている。シャラット・チャンドラ・チョットパッダエのベンガル語小説『Pandit Mashay』を原作とした『Khushboo』ではジーテンドラとヘマ・マリニを起用し、A・J・クローニンの『ユダの樹』の一節「Weather」を原作とした『Mausam』ではフィルムフェア賞 監督賞を受賞した。また、1982年にはウィリアム・シェイクスピアの『間違いの喜劇』を原作とした『Angoor』を製作している。1988年にはナシールッディーン・シャー主演のテレビドラマ『Mirza Ghalib』を手掛け、その後はムンシー・プレームチャンドの小説を題材にした『Tahreer Munshi Premchand Ki』を手掛けている。
グルザールは男女の関係を通した社会問題を描写することを得意としている。1988年に手掛けた『Libaas』では都市部の男女の不倫を描いて国際的な評価を得たが、インド国内では不適切な題材が問題視されたため現在でも上映されていない。また、『Mausam』では娼婦として働く娘の暮らしを変えようと奔走する父親を描き、『Maachis』ではパンジャーブ州の反乱を通して苦悩するパンジャーブ人青年の姿を描いている。1999年に手掛けた『Hu Tu Tu』ではインドの汚職問題を題材にしている。監督作品ではフラッシュバック技法を得意としており、多くの俳優とコラボレーションしている。サンジーヴ・クマールを起用した『Koshish』『Aandhi』『Mausam』『Angoor』『Namkeen』は高い評価を得ており、ジーテンドラ、ヴィノード・カンナー、ヘマ・マリニといった俳優もグルザール監督作品への出演を通して映画界での地位を確立していった。1970年代から1980年代にかけて製作した映画ではR・D・ブルマンとコラボレーションしており、彼が作曲した楽曲ではキショール・クマール、ラタ・マンゲシュカル、アシャ・ボスレが歌手を務めた。

### 詩人
グルザールはトリヴェーニの創始者として知られ、ウルドゥー語・パンジャーブ語で詩を書くことが多いが、ブラジュ・バーシャー語、カリー・ボリー、ハリヤーンウィー語、マールワーリー語で書かれた作品もいくつか存在する。インド・パキスタンの大手メディアが共同で開催するアマン・キ・アシャでは、シャンカル・マハーデーヴァンとラハト・ファテー・アリー・カーンがレコーディングした頌歌「Nazar Main Rehte Ho」の作詞を手掛けたほか、ジャグジット・シンのアルバムでも作詞を手掛けた。

## 私生活
1973年に女優のラーキーと結婚したが、1974年以来別居状態にある。娘のメーグナー・グルザールは映画監督として活動し、2004年には父の伝記を出版している。

## 作品

### 伝記
- Gulzar (1999). Raavi Paar. Rupa & Co.. ISBN 8171673899
- Gulzar (2001). Dhuan. Sahitya Akademi Publications. ISBN 8126019360
- Gulzar (2002). Raat Pashmine Ki. Rupa & Co.. ISBN 8129102242
- Gulzar (2003). Kharashein. Radhakrishna Prakashan. ISBN 9788171198498
- Gulzar (2004). Meera. Radhakrishna Prakashan. ISBN 8171198813
- Gulzar (2005). Pukhraj. Rupa & Co.
- Gulzar (2005). Triveni. Rupa & Co.
- Gulzar (2006). Autumn Moon. Rupa & Co.. ISBN 8129109778
- Gulzar (2008). Kuchh Aur Nazmein. Radhakrishna Prakashan. ISBN 978-8171198924
- Gulzar (2010). Magical Wishes: The Adventures Of Goopy & Bagha. Scholastic. ISBN 978-8184778441
- Gulzar (2011). Mirza Ghalib A Biographical Scenario. Rupa & Co.. ISBN 978-8129117175
- Gulzar (2012). Selected Poems. Penguin India. ISBN 978-0143418214
- Gulzar (2013). Neglected Poems. Penguin India. ISBN 978-0143420293
- Gulzar (2013). My Favourite Stories : Boskys Panchatantra. Rupa & Co.. ISBN 978-8129121189
- Gulzar (2013). Half a Rupee Stories. Penguin. ISBN 9780143068792
- Gulzar (2013). Meelo Se Din. Rupa & Co.. ISBN 978-8129120014
- Gulzar (2014). Green Poems. Penguin Books India. ISBN 978-0143422822
- Gulzar (2017). Suspected Poems. Penguin Books India. ISBN 978-0670089611

### オーディオブック
- Gulzar (2000). Rangeela Geedhad. Karadi Tales.. ISBN 8186838422
- Gulzar (2004). Parwaaz. Karadi Tales.. ISBN 8181900413

## 受賞歴
| 年                               | 部門                             | 作品                                                    | 結果       | 出典          |
| 栄典                             | 栄典                             | 栄典                                                    | 栄典       | 栄典          |
| -------------------------------- | -------------------------------- | ------------------------------------------------------- | ---------- | ------------- |
| 2000年                           | キショール・クマール賞           | N/A                                                     | 受賞       | [ 41 ]        |
| 2004年                           | パドマ・ブーシャン勲章           | N/A                                                     | 受賞       | [ 42 ]        |
| 2012年                           | インディラ・ガンディー国民統合賞 | N/A                                                     | 受賞       | [ 43 ]        |
| 文学賞                           |                                  |                                                         |            |               |
| 2002年                           | サヒティヤ・アカデミー賞         | 『Dhuan』                                               | 受賞       | [ 44 ]        |
| 2007年                           | ガンガダール国民詩人賞           | N/A                                                     | 受賞       | [ 45 ]        |
| 2024年                           | ジュナンピト賞                   | N/A                                                     | 受賞       | [ 12 ]        |
| アカデミー賞                     |                                  |                                                         |            |               |
| 2009年                           | 歌曲賞                           | 『スラムドッグ$ミリオネア』 「ジャイ・ホー」            | 受賞       | [ 46 ]        |
| グラミー賞                       |                                  |                                                         |            |               |
| 2010年                           | 映像部門楽曲賞                   | 『スラムドッグ$ミリオネア』 「ジャイ・ホー」            | 受賞       | [ 27 ]        |
| クリティクス・チョイス・アワード |                                  |                                                         |            |               |
| 2009年                           | 歌曲賞                           | 『スラムドッグ$ミリオネア』 「ジャイ・ホー」            | ノミネート | [ 47 ]        |
| サテライト賞                     |                                  |                                                         |            |               |
| 2008年                           | 主題歌賞                         | 『スラムドッグ$ミリオネア』 「ジャイ・ホー」            | ノミネート | [ 48 ]        |
| 国家映画賞                       |                                  |                                                         |            |               |
| 1973年                           | 脚本賞                           | 『Koshish』                                             | 受賞       | [ 49 ]        |
| 1976年                           | 第2位映画賞                      | 『Mausam』                                              | 受賞       | [ 50 ]        |
| 1988年                           | 作詞賞                           | 『Ijaazat』 「Mera Kuchh Saamaan」                      | 受賞       | [ 51 ]        |
| 1991年                           | 作詞賞                           | 『Lekin...』 「Yaara Seeli Seeli」                      | 受賞       | [ 52 ]        |
| 1991年                           | 非長編映画部門審査員特別賞       | 『Amjad Ali Khan』                                      | 受賞       | [ 52 ]        |
| 1997年                           | 健全な娯楽を提供する大衆映画賞   | 『Maachis』                                             | 受賞       | [ 53 ]        |
| 2014年                           | ダーダーサーヘブ・パールケー賞   | N/A                                                     | 受賞       | [ 54 ]        |
| フィルムフェア賞                 |                                  |                                                         | 受賞       |               |
| 1972年                           | 台詞賞                           | 『Anand』                                               | 受賞       | [ 55 ] [ 56 ] |
| 1974年                           | 監督賞                           | 『Koshish』                                             | ノミネート | [ 55 ] [ 56 ] |
| 1974年                           | 監督賞                           | 『Achanak』                                             | ノミネート | [ 55 ] [ 56 ] |
| 1974年                           | 台詞賞                           | 『Namak Haraam』                                        | 受賞       | [ 55 ] [ 56 ] |
| 1974年                           | 原案賞                           | 『Koshish』                                             | ノミネート | [ 55 ] [ 56 ] |
| 1976年                           | 作品賞                           | 『Aandhi』                                              | ノミネート | [ 55 ] [ 56 ] |
| 1976年                           | 審査員選出作品賞                 | 『Aandhi』                                              | 受賞       | [ 55 ] [ 56 ] |
| 1976年                           | 監督賞                           | 『Aandhi』                                              | ノミネート | [ 55 ] [ 56 ] |
| 1976年                           | 作詞賞                           | 『Aandhi』 「Tere Bina Zindagi Se」                     | ノミネート | [ 55 ] [ 56 ] |
| 1977年                           | 監督賞                           | 『Mausam』                                              | 受賞       | [ 55 ] [ 56 ] |
| 1977年                           | 作詞賞                           | 『Mausam』 「Dil Dhoondta Hai」                         | ノミネート | [ 55 ] [ 56 ] |
| 1978年                           | 監督賞                           | 『Kinara』                                              | ノミネート | [ 55 ] [ 56 ] |
| 1978年                           | 作詞賞                           | 『Kinara』 「Naam Gum Jaayega」                         | ノミネート | [ 55 ] [ 56 ] |
| 1978年                           | 作詞賞                           | 『Gharaonda』 「Do Deewaane Sheher Mein」               | 受賞       | [ 55 ] [ 56 ] |
| 1980年                           | 作詞賞                           | 『Gol Maal』 「Aanewala Pal」                           | 受賞       | [ 55 ] [ 56 ] |
| 1981年                           | 作詞賞                           | 『Thodisi Bewafaii』 「Hazaar Raahen Mud Ke Dekhi」     | 受賞       | [ 55 ] [ 56 ] |
| 1982年                           | 作詞賞                           | 『Baseraa』 「Jahaan Pe Savera」                        | ノミネート | [ 55 ] [ 56 ] |
| 1984年                           | 作詞賞                           | 『Masoom』 「Tujhse Naraaz Nahin Zindagi」              | 受賞       | [ 55 ] [ 56 ] |
| 1989年                           | 作詞賞                           | 『Ijaazat』 「Mera Kuchh Saamaan」                      | 受賞       | [ 55 ] [ 56 ] |
| 1990年                           | ドキュメンタリー映画賞           | 『Amjad Ali Khan』                                      | 受賞       | [ 55 ] [ 56 ] |
| 1992年                           | 作詞賞                           | 『Lekin...』 「Yaara Seeli Seeli」                      | 受賞       | [ 55 ] [ 56 ] |
| 1994年                           | 作詞賞                           | 『ルダリ 悲しむもの』 「Dil Hum Hum」                   | ノミネート | [ 55 ] [ 56 ] |
| 1997年                           | 監督賞                           | 『Maachis』                                             | ノミネート | [ 55 ] [ 56 ] |
| 1997年                           | 原案賞                           | 『Maachis』                                             | 受賞       | [ 55 ] [ 56 ] |
| 1997年                           | 台詞賞                           | 『Maachis』                                             | 受賞       | [ 55 ] [ 56 ] |
| 1997年                           | 作詞賞                           | 『Maachis』 「Chappa Chappa」                           | ノミネート | [ 55 ] [ 56 ] |
| 1999年                           | 作詞賞                           | 『ディル・セ 心から』 「チャイヤ・チャイヤ」            | 受賞       | [ 55 ] [ 56 ] |
| 1999年                           | 作詞賞                           | 『ディル・セ 心から』 「Ae Ajnabi」                     | ノミネート | [ 55 ] [ 56 ] |
| 2001年                           | 作詞賞                           | 『Fiza』 「Aaja Mahiya」                                | ノミネート | [ 55 ] [ 56 ] |
| 2002年                           | 生涯功労賞                       | N/A                                                     | 受賞       | [ 55 ] [ 56 ] |
| 2003年                           | 台詞賞                           | 『Saathiya』                                            | 受賞       | [ 55 ] [ 56 ] |
| 2003年                           | 作詞賞                           | 『Saathiya』 「Saathiya」                               | 受賞       | [ 55 ] [ 56 ] |
| 2006年                           | 作詞賞                           | 『Bunty Aur Babli』 「Kajra Re」                        | 受賞       | [ 55 ] [ 57 ] |
| 2006年                           | 作詞賞                           | 『Bunty Aur Babli』 「Chup Chup Ke」                    | ノミネート | [ 55 ] [ 57 ] |
| 2006年                           | 作詞賞                           | 『Paheli』 「Dheere Jalna」                             | ノミネート | [ 55 ] [ 57 ] |
| 2007年                           | 作詞賞                           | 『Omkara』 「Beedi」                                    | ノミネート | [ 58 ]        |
| 2008年                           | 作詞賞                           | 『Guru』 「Tere Bina」                                  | ノミネート | [ 59 ]        |
| 2009年                           | 作詞賞                           | 『Yuvvraaj』 「Tu Meri Dost Hai」                       | ノミネート | [ 60 ]        |
| 2010年                           | 作詞賞                           | 『Kaminey』 「Dhan Te Tan」                             | ノミネート | [ 61 ]        |
| 2010年                           | 作詞賞                           | 『Kaminey』 「Kaminey」                                 | ノミネート | [ 61 ]        |
| 2011年                           | 作詞賞                           | 『Ishqiya』 「Dil To Bachcha Hain Ji」                  | 受賞       | [ 62 ]        |
| 2012年                           | 作詞賞                           | 『7 Khoon Maaf』 「Darling」                            | ノミネート | [ 63 ]        |
| 2013年                           | 作詞賞                           | 『命ある限り』 「Challa」                               | 受賞       | [ 64 ] [ 65 ] |
| 2013年                           | 作詞賞                           | 『命ある限り』 「Saans」                                | ノミネート | [ 64 ] [ 65 ] |
| 2015年                           | 作詞賞                           | 『Haider』 「Bismil」                                   | ノミネート | [ 66 ]        |
| 2016年                           | 作詞賞                           | 『有罪/Guilty』 「Zinda」                               | ノミネート | [ 67 ]        |
| 2017年                           | 作詞賞                           | 『Mirzya』 「Mirzya」                                   | ノミネート | [ 68 ]        |
| 2017年                           | 作詞賞                           | 『Mirzya』 「Aave Re Hitchki」                          | ノミネート | [ 68 ]        |
| 2019年                           | 作詞賞                           | 『同意』 「Ae Watan」                                   | 受賞       | [ 69 ] [ 70 ] |
| 2019年                           | 作詞賞                           | 『同意』 「Dilbaro」                                    | ノミネート | [ 69 ] [ 70 ] |
| 2021年                           | 作詞賞                           | 『Chhapaak』 「Chhapaak」                               | 受賞       | [ 55 ]        |
| 国際インド映画アカデミー賞       |                                  |                                                         |            |               |
| 2006年                           | 作詞賞                           | 『Bunty Aur Babli』 「Kajra Re」                        | 受賞       | [ 71 ] [ 72 ] |
| 2006年                           | 作詞賞                           | 『Paheli』 「Dheere Jalna」                             | ノミネート | [ 71 ] [ 72 ] |
| 2006年                           | 作詞賞                           | 『Yahaan』 「Naam Ada Likhna」                          | ノミネート | [ 71 ] [ 72 ] |
| 2007年                           | 作詞賞                           | 『Omkara』 「Beedi」                                    | ノミネート | [ 73 ]        |
| 2008年                           | 作詞賞                           | 『Guru』 「Tere Bina」                                  | ノミネート | [ 74 ]        |
| 2010年                           | 作詞賞                           | 『Kaminey』 「Kaminey」                                 | ノミネート | [ 75 ]        |
| 2011年                           | 作詞賞                           | 『Ishqiya』 「Dil To Bachcha Hain Ji」                  | ノミネート | [ 76 ]        |
| 2012年                           | 作詞賞                           | 『7 Khoon Maaf』 「Darling」                            | ノミネート | [ 77 ]        |
| 2019年                           | 作詞賞                           | 『同意』 「Ae Watan」                                   | ノミネート | [ 78 ]        |
| 2024年                           | 作詞賞                           | 『Sam Bahadur』 「Itni Si Baat」                        | ノミネート | [ 79 ]        |
| ジー・シネ・アワード             |                                  |                                                         |            |               |
| 2002年                           | 作詞賞                           | 『アショカ大王』 「Roshni Se」                          | ノミネート | [ 80 ]        |
| 2003年                           | 作詞賞                           | 『Saathiya』 「Saathiya」                               | 受賞       | [ 81 ]        |
| 2003年                           | 作詞賞                           | 『Makdee』                                              | ノミネート | [ 81 ]        |
| 2006年                           | 作詞賞                           | 『Bunty Aur Babli』 「Kajra Re」                        | ノミネート | [ 82 ]        |
| 2013年                           | 作詞賞                           | 『命ある限り』 「Saans」                                | ノミネート | [ 83 ]        |
| 2019年                           | 作詞賞                           | 『同意』 「Dilbaro」                                    | 受賞       | [ 84 ]        |
| 2019年                           | 作詞賞                           | 『同意』 「Ae Watan」                                   | ノミネート | [ 84 ]        |
| スター・スクリーン・アワード     |                                  |                                                         |            |               |
| 1997年                           | 台詞賞                           | 『Maachis』                                             | 受賞       | [ 85 ]        |
| 1997年                           | 原案賞                           | 『Maachis』                                             | 受賞       | [ 85 ]        |
| 1998年                           | 作詞家賞                         | 『Aastha: In the Prison of Spring』 「Labon Se Chumlo」 | ノミネート | [ 86 ]        |
| 2001年                           | 作詞家賞                         | 『Fiza』 「Tu Fiza Hai」                                | ノミネート | [ 87 ]        |
| 2006年                           | 作詞家賞                         | 『Yahaan』 「Naam Ada Likhna」                          | 受賞       | [ 88 ]        |
| 2006年                           | 作詞家賞                         | 『Paheli』 「Dheere Jalna」                             | ノミネート | [ 88 ]        |
| 2007年                           | 作詞家賞                         | 『Omkara』 「Beedi」                                    | 受賞       | [ 89 ]        |
| 2011年                           | 作詞家賞                         | 『Ishqiya』 「Dil To Bachcha Hai Ji」                   | 受賞       | [ 90 ]        |
| 2018年                           | 作詞家賞                         | 『同意』 「Ae Watan」                                   | 受賞       | [ 91 ]        |
| ミルチ音楽賞                     |                                  |                                                         |            |               |
| 2011年                           | 作詞家賞                         | 『Ishqiya』 「Dil To Bachcha Hai」                      | 受賞       | [ 92 ]        |
| 2011年                           | 作詞家賞                         | 『Veer』 「Surili Akhiyon Wale」                        | ノミネート | [ 92 ]        |
| 2013年                           | 作詞家賞                         | 『命ある限り』 「Saans」                                | ノミネート | [ 93 ]        |
| 2015年                           | 作詞家賞                         | 『Haider』 「Bismil」                                   | ノミネート | [ 94 ]        |
| 2019年                           | アルバム賞                       | 『同意』                                                | ノミネート | [ 95 ] [ 96 ] |
| 2019年                           | 歌曲賞                           | 『同意』 「Ae Watan」                                   | ノミネート | [ 95 ] [ 96 ] |
| 2019年                           | 歌曲賞                           | 『同意』 「Dilbaro」                                    | ノミネート | [ 95 ] [ 96 ] |
| 2019年                           | 作詞家賞                         | 『同意』 「Ae Watan」                                   | 受賞       | [ 95 ] [ 96 ] |
| 2019年                           | 作詞家賞                         | 『同意』 「Dilbaro」                                    | ノミネート | [ 95 ] [ 96 ] |
| 2021年                           | 作詞家賞                         | 『Chhapaak』 「Chhapaak」                               | ノミネート |               |